# (3128) Obruchev
(3128) Obruchev (1979 FJ2) – planetoida z pasa głównego asteroid okrążająca Słońce w ciągu 5,49 lat w średniej odległości 3,11 au. Odkryta 23 marca 1979 roku.